# Riewert Clausen
Riewert Clausen (* 27. September 1912; † 7. September 2002) war ein deutscher Politiker (CDU).
Clausen war von Beruf Holzkaufmann und wohnhaft in Wyk auf Föhr. Er gehörte 1946 und 1947 dem zweiten ernannten Landtag von Schleswig-Holstein an und saß dort in den Ausschüssen für Aufbau und Gesundheitswesen.